# Menú Wii
El menú Wii (Wii Menu) és la interfície principal de la Wii (i la Wii U al mode Wii). Té quatre pàgines i mostra l'hora i la data actuals. Es mostren diferents aplicacions (canals) i es poden navegar amb el punter del Wii Remote. A més del Disc Channel (Canal Discos), que s'utilitza per accedir al disc del joc inserit, hi ha altres canals que els usuaris poden utilitzar o moure, i fins i tot baixar-ne nous. Altres característiques del menú Wii inclouen el Wii Message Board (tauler Wii) i els paràmetres de la consola.

## Canals preinstal·lats

### Mii Channel (Canal Mii)
Permet als usuaris crear personatges Mii que després es poden utilitzar en jocs compatibles. Els usuaris poden dissenyar-los personalitzant el gènere, l'aspecte, el nom, el color preferit i l'aniversari, entre d'altres. Els personatges Mii creats apareixen a la plaça Mii (Mii Plaza), on es mostren caminant i interactuant entre ells.
Altres característiques del canal inclouen enviar personatges Mii a un passeig (Mii Parade), que els compartirà amb altres usuaris, o enviar-los a una Nintendo DS/3DS o un Wii Remote. Una consola Wii pot emmagatzemar fins a 100 personatges Mii, i un Wii Remote fins a 10.
Segons el president de Nintendo, Satoru Iwata, al maig de 2010 s'havien creat més de 160 milions de personatges Mii mitjançant el canal.

### Photo Channel (Canal Fotos)
Mostra imatges i vídeos emmagatzemats a una targeta SD o al tauler Wii. El canal inclou diverses opcions, com ara veure una presentació de diapositives, dibuixar-hi, afegir-hi efectes i jugar-hi puzles. Els usuaris poden triar una cançó d'una llista per reproduir-la durant la presentació de diapositives o afegir-ne una a la targeta SD. El 10 de desembre de 2007, es va publicar una actualització per al canal (1.1) que permet als usuaris seleccionar una foto per mostrar-la a la icona del canal al menú Wii i afegeix suport per a fitxers d'àudio AAC.
Aquest canal no està disponible a la Wii Mini i la Wii U.

### Wii Shop Channel (Canal Botiga Wii)
Permetia als usuaris baixar jocs de Virtual Console o WiiWare i canals nous, ja sigui de manera gratuïta o de pagament. El contingut de pagament es podia comprar mitjançant Wii Points, que es podien obtenir a partir de targetes disponibles als punts de venda o directament a través del canal mitjançant targetes de crèdit. Des del 10 de desembre de 2007, els usuaris també podien regalar als amics contingut baixat.
El canal es va tancar el 30 de gener de 2019, però segueix sent accessible. Alguns títols importants encara es poden baixar i el contingut ja baixat anteriorment es pot tornar a baixar.

### Forecast Channel (Canal Méteo)
Mostrava informes meteorològics de la ciutat seleccionada i d'altres ubicacions nacionals, així com de moltes altres d'arreu del món. Els usuaris podien moure el món per veure el temps actual, del dia i de demà de cada ubicació. El temps actual per a la ubicació seleccionada es mostrava a la icona del canal al menú Wii. La versió japonesa del canal inclou diferents icones del temps i una funció addicional que conté informació per a la bugaderia, que indicava si la roba es podia penjar a l'exterior i quant de temps trigaria a assecar-se.
El servei va començar el 19 de desembre de 2006. Alguns jocs com Madden NFL 07, Nights: Journey of Dreams i Mario & Sonic at the Olympic Winter Games podien utilitzar el canal per simular les condicions meteorològiques en funció de la regió del jugador. Les dades meteorològiques eren proporcionades per Weathernews.
El canal utilitzava el WiiConnect24, de manera que es va tancar el 27 de juny de 2013 i no estava disponible a la Wii U, la Wii Mini o consoles coreanes.

### News Channel (Canal Notícies)
Permetia als usuaris accedir a titulars de notícies i esdeveniments del moment. Els articles de notícies es podrien veure per categories, en una vista global, permetent als usuaris veure notícies de determinades zones del món (semblant al Forecast Channel) i com a presentació. Alguns titulars es mostraven a la icona del canal al menú Wii. El servei va començar el 26 de gener de 2007.
El canal utilitzava el WiiConnect24, de manera que es va tancar el 27 de juny de 2013 i no estava disponible a la Wii U, la Wii Mini o consoles coreanes.

### Wii & the Internet(Wii i Internet)
Conté un vídeo informatiu que mostra els avantatges de connectar la consola Wii a Internet, com ara baixar canals addicionals, continguts nous i títols de la Virtual Console i jugar a jocs mitjançant la Nintendo Wi-Fi Connection. Només està preinstal·lat a les consoles Wii fabricades a l'octubre de 2008 o posteriors. El canal té una mida molt gran, ocupant aproximadament la meitat de la memòria de la consola, perquè inclou tot un vídeo en sis idiomes diferents. Per això, un cop finalitza el vídeo, se li pregunta a l'usuari si el vol esborrar.

### Canals amagats
Aquests canals no apareixen al menú Wii, però s'hi pot accedir d'altres maneres:

#### Paràmetres de regió
S'utilitza per seleccionar una regió dins del país triat. S'hi pot accedir des dels paràmetres de Mario Kart Wii o mitjançant la configuració inicial de l'Everybody Votes Channel.

#### EULA
Es connecta a Internet per mostrar l'EULA (acord de llicència d'usuari final) per al país triat. Cal acceptar-lo per utilitzar el WiiConnect24 i accedir al Wii Shop Channel. S'hi pot accedir des de l'opció dins dels paràmetres de la consola.

#### Paràmetres de dades personals (només al Japó)
Permet als usuaris japonesos introduir les seves dades personals (residència, domicili, nom, correu electrònic, etc.), que són necessàries per a alguns canals. S'hi pot accedir a través de l'opció en un d'aquests canals.

## Canals de jocs

### Wii Fit Channel / Wii Fit Plus Channel (Canal Wii Fit / Canal Wii Fit Plus)
Wii Fit i Wii Fit Plus permeten als usuaris instal·lar aquests canals, que permeten visualitzar i comparar resultats i fer un test ràpid, tot sense inserir el disc del joc.

### Mario Kart Channel (Canal Mario Kart)
Mario Kart Wii permet als usuaris instal·lar aquest canal, que permet als jugadors veure classificacions de contrarellotge i de concursos, consultar la llista d'amics, i veure les dades dels fantasmes i quan comencen els concursos, tot sense necessitat d'inserir el disc del joc.

### Rabbids Channel (Canal Rabbids)
Es pot instal·lar des del joc Rabbids Go Home, i permet als jugadors veure els Rabbids d'altres i participar en concursos.

## Canals descarregables

### Internet Channel (Canal Internet)
Una versió del navegador web Opera per a la Wii. El 22 de desembre de 2006 es va llançar una versió demo gratuïta (Trial Version) del navegador. La versió completa del navegador es va llançar l'11 d'abril de 2007 i es va poder baixar gratuïtament fins al 30 de juny de 2007. Després d'aquesta data, el canal va costar 500 Wii Points per baixar. No obstant això, l'1 de setembre de 2009 el canal finalment va quedar disponible de manera gratuïta.
El navegador, basat en Opera, permet als usuaris un accés total a Internet i admet tots els mateixos estàndards web que s'inclouen a les versions d'escriptori d'Opera, inclosos CSS i JavaScript. També pot fer servir tecnologies com ara Ajax, SVG, RSS i Adobe Flash Player 8 i un suport limitat per a Adobe Flash Player 9.

### Everybody Votes Channel (Canal Tothom Vota)
Aquest canal permetia als usuaris votar en preguntes senzilles de dues opcions i comparar i contrastar opinions amb les d'amics, familiars i persones de tot el món.
El canal va començar el servei el 13 de febrer de 2007. Permetia als usuaris votar sobre diverses preguntes utilitzant els seus personatges Mii. A més, també podien fer prediccions per a l'elecció que creien que seria la més popular, després que s'hi hagués emès el seu propi vot. Es faria un seguiment del registre de vots i prediccions de cada Mii i els votants també podien veure com difereixen les seves opinions amb les dels altres.
El canal utilitzava el WiiConnect24, de manera que es va tancar el 27 de juny de 2013 i no estava disponible a la Wii U, la Wii Mini o consoles coreanes.

### Mii Contest Channel (Canal Concursos Mii)
Permetia als jugadors compartir els seus personatges Mii i participar en concursos de popularitat. Va començar a estar disponible l'11 de novembre de 2007. Els usuaris podien enviar els seus propis personatges Mii a la plaça o importar els personatges Mii d'altres usuaris al seu propi Mii Channel. A cada Mii enviat se li assignava un número d'identificació de 12 dígits que s'hi podia cercar.
A la secció de concursos, els jugadors presentaven els seus propis personatges Mii per competir en concursos on els havien de fer seguir una determinada descripció (per exemple, Mario sense gorra). Un cop expirat el període per enviar un Mii, l'usuari tenia l'opció de votar tres personatges Mii. I finalment, un cop acabat el període de votacions, es podien veure els resultats del concurs.
El canal utilitzava el WiiConnect24, de manera que es va tancar el 27 de juny de 2013 i no estava disponible a la Wii U, la Wii Mini o consoles coreanes.

### Nintendo Channel (Canal Nintendo)
Permetia als usuaris veure vídeos com entrevistes, tràilers i anuncis, veure quant de temps havien jugat a cada joc, enviar recomanacions de jocs, veure jocs per a Wii, DS i 3DS que es publicarien aviat o ja estaven a la venda, i enviar demostracions per a jocs de Nintendo DS mitjançant el Download Play. Va començar el servei el 27 de novembre de 2007 al Japó, però no estaria disponible a Europa fins al 30 de maig de 2008.
El canal presentava la seva pròpia gamma de contingut original, com la sèrie Nintendo Week, només disponible a Amèrica, presentada per en Gary i l'Allison.
El canal utilitzava el WiiConnect24, de manera que es va tancar el 27 de juny de 2013 i no estava disponible a la Wii U, la Wii Mini o consoles coreanes.

### Wii Speak Channel (Canal Wii Speak)
Els usuaris que posseïssin l'accessori Wii Speak podien baixar aquest canal a través d'un codi de baixada. El servei va començar el 5 de desembre de 2008. Permetia als usuaris unir-se a un xat de veu amb amics a sales on podien triar un personatge Mii i mostrar fotos disponibles a la targeta SD, així com enviar missatges de veu a amics, encara que no tinguessin l'accessori.
El servei es va tancar el 20 de maig de 2014.

### Today and Tomorrow Channel (Canal Avui i Demà)
Una col·laboració amb Media Kobo que permet als usuaris veure la seva fortuna segons l'horòscop, així com rebre consells sobre què menjar o fer, i triar dos personatges Mii per comprovar-ne la compatibilitat. Va ser llançat el 2 de desembre de 2008 al Japó, i el 9 de setembre de 2009 a Europa.
Aquest canal no estava disponible per a la Wii U, la Wii Mini, o consoles americanes.

### Wii no Ma (només al Japó)
Article principal: Wii no Ma
Operat per Nintendo i Dentsu, comptava amb un servei de compra, de vídeo a la carta, i de lloguer de pel·lícules. Va ser llançat l'1 de maig de 2009 i es podia baixar gratuïtament del Wii Shop Channel, encara que es podien comprar vídeos de pagament amb Wii Points. El canal permetia als usuaris afegir una família de fins a vuit personatges Mii, que es col·locarien a una sala d'estar japonesa amb una taula de te i un televisor. Des d'ella, els usuaris podien accedir als diferents serveis i seccions.
El servei va ser tancat el 30 d'abril de 2012.

### Demae Channel (només al Japó)
Article principal: Demae Channel
Un servei de repartiment d'aliments llançat el 26 de maig de 2009, com a col·laboració amb Demaecan. Oferia una àmplia gamma d'aliments proporcionats per diferents empreses de repartiment d'aliments als quals es podia demanar directament a través del canal.
El servei es va tancar el 31 de març de 2017.

### Digicam Print Channel (només al Japó)
Una col·laboració amb Fujifilm que permetia als usuaris importar les seves fotos des d'una targeta SD i col·locar-les en llibres de fotos i targetes que després es podien demanar físicament.
El servei va començar el 23 de juliol de 2008 i es va tancar el 26 de juny de 2013.

### TV no Tomo Channel (només al Japó)
Article principal: TV no Tomo Channel
Una guia electrònica de programes, desenvolupada per Nintendo i HAL Laboratory i gestionada per G-Guide. Va ser llançada el 4 de març de 2008. Té una funció per utilitzar el Wii Remote per desplaçar-se entre els canals de televisió i canviar el volum.
El servei es va tancar el 24 de juliol de 2011.

### Kirby TV Channel (només a Europa/Oceania)
Permetia als usuaris veure episodis gratuïts de l'anime de Kirby que es canviaven de tant en tant. Va començar el servei el 23 de juny de 2011 i es va tancar el 13 de setembre de 2012.
Aquest canal no va estar disponible a Espanya.

### Altres canals
- Manual electrònic del menú Wii (Wii U, Wii Mini)
- The Legend of Zelda: Skyward Sword Save Data Update Channel (Canal d'actualització de dades de The Legend of Zelda: Skyward Sword)
- BBC iPlayer (només al Regne Unit)
- Netflix
- LoveFilm (només al Regne Unit/Alemanya), Amazon Instant Video (només a Amèrica)
- Crunchyroll
- Wii U Transfer Tool
- Jam with the Band Live Channel (només a Europa / Oceania / al Japó)
- YouTube
- Hulu Plus